# Franklin Delano Roosevelt
Franklin Delano Roosevelt, ameriški politik, predsednik ZDA, pravnik, * 30. januar 1882, Hyde Park, New York, † 12. april 1945, Warm Springs, Georgia, ZDA.
Roosevelt je bil 32. predsednik ZDA od leta 1933 do svoje smrti leta 1945. Kot član Demokratske stranke je zmagal na rekordnih štirih predsedniških volitvah in postal osrednja osebnost svetovnih dogodkov v prvi polovici 20. stoletje. Roosevelt je vodil zvezno vlado skozi večino velike gospodarske krize in uresničil svoj domači program New Deal kot odgovor na najhujšo gospodarsko krizo v zgodovini ZDA. Kot prevladujoči vodja svoje stranke je zgradil koalicijo New Deal, ki je v srednji tretjini 20. stoletja definirala moderni liberalizem v ZDA. V njegovem tretjem in četrtem mandatu je prevladovala druga svetovna vojna, ki se je končala kmalu po njegovi smrti.
Rodil se je v Hyde Parku v New Yorku družini Roosevelt, ki jo dobro poznajo po ugledu Theodoreja Roosevelta, 26. predsednika ZDA, pa tudi po ugledu uglednega poslovneža Williama Henryja Aspinwalla. Diplomiral je na šoli Groton in Harvard College, obiskoval je pravno fakulteto Columbia, a po opravljenem pravosodnem izpitu odšel na odvetniško prakso v New York. Leta 1905 se je poročil z daljno sorodnico Eleanor Roosevelt. Imela sta šest otrok, od katerih je en zgodaj umrl. Leta 1910 je zmagal na volitvah v državni senat v New Yorku, nato pa je bil med prvo svetovno vojno pomočnik sekretarja za mornarico pod predsednikom Woodrowom Wilsonom. Roosevelt je bil kandidat za podpredsednika ob Jamesu M. Coxu, ki je kandidiral na nacionalni listi Demokratske stranke leta 1920, vendar je Coxa porazil republikanec Warren G. Harding. Leta 1921 je Roosevelt zbolel za otroško paralizo in njegove noge so trajno ohromele. Med okrevanjem je Roosevelt ustanovil center za rehabilitacijo otroške paralize v Warm Springsu v državi Georgia. Kljub temu, da brez pomoči ni mogel hoditi, se je Roosevelt vrnil na javno funkcijo z zmago na volitvah za župana New Yorka leta 1928. Od leta 1929 do 1933 je deloval kot guverner in promoviral programe za boj proti gospodarski krizi, ki je pestila ZDA. 
Na predsedniških volitvah leta 1932 je Roosevelt prepričljivo premagal veljavnega republikanskega predsednika Herberta Hooverja. Roosevelt je funkcijo prevzel sredi velike gospodarske krize, najhujše gospodarske krize v zgodovini ZDA. V prvih 100 dneh 73. ameriškega kongresa je Roosevelt vodil zvezno zakonodajo brez primere in izdal množico izvršnih odredb, s katerimi je bil uveden New Deal - različni programi, namenjeni olajšanju, okrevanju in reformam. Ustvaril je številne programe za olajšanje brezposelnih in kmetov, medtem, ko je iskal oživitev gospodarstva z Državno upravo za oživitev in drugimi programi. Uvedel je tudi velike regulativne reforme povezane s financami, komunikacijami in delom, ter predsedoval koncu prohibicije. Po radiu je neposredno govoril z Američani, v času njegovega predsedovanja je imel 30 radijskih nagovorov ob "kurišču ob kaminu" in postal prvi ameriški predsednik, ki je bil predvajan po televiziji. Ker se je gospodarstvo od leta 1933 do 1936 hitro izboljšalo, je bil Roosevelt leta 1936 prepričljivo ponovno izvoljen. Po volitvah leta 1936 je Roosevelt zahteval sprejetje zakona o reformi sodnega postopka iz leta 1937 ("načrt sodnega pakiranja"), ki bi razširil velikost vrhovnega sodišča ZDA. Dvostranska konzervativna koalicija, ki je bila ustanovljena leta 1937, je preprečila sprejetje zakona in blokirala izvajanje nadaljnjih programov in reform New Deal. Gospodarstvo se je nato v letih 1937 in 1938 vrnilo v globoko recesijo. Med glavnimi preživelimi programi in zakonodajo, ki se je izvajala po Rooseveltu, so Komisija za vrednostne papirje in borze, Nacionalni zakon o delovnih razmerjih, Zvezna korporacija za zavarovanje vlog, socialna varnost in zakon o poštenih delovnih standardih, leta 1938.
Leta 1940 je bil ponovno izvoljen za svoj tretji mandat, zaradi česar je bil edini predsednik ZDA, ki je bil na oblasti več kot dva mandata. Z drugo svetovno vojno, ki se je začela po letu 1938, so ZDA ostale uradno nevtralne, vendar je Roosevelt močno diplomatsko in finančno podprl Kitajsko, Združeno kraljestvo in sčasoma Sovjetsko zvezo. Po japonskem napadu na Pearl Harbor 7. decembra 1941, dogodku, ki ga je označil za "datum, ki bo živel v sramoti", je Roosevelt dobil kongresno napoved vojne Japonski, nekaj dni kasneje pa še Nacistični Nemčiji in Fašistični Italiji. V pomoč zaveznika Harryja Hopkinsa in z zelo močno nacionalno podporo je tesno sodeloval z britanskim premierjem Winstonom Churchillom, sovjetskim voditeljem Josifom Stalinom in kitajskim Generalissimom Chiang Kai-shekom pri vodenju zavezniških sil proti silam osi. Roosevelt je nadzoroval mobilizacijo ameriškega gospodarstva, da bi podprl vojna prizadevanja, in uvedel evropsko prvo strategijo, zaradi česar je bil poraz Nemčije prednost pred japonskim. Bil je tudi pobudnik za razvoj prve atomske bombe na svetu in je z drugimi zavezniškimi voditelji postavil temelje za Združene narode in druge povojne institucije. Roosevelt je leta 1944 dosegel ponovno izvolitev, vendar je zaradi poslabšanja zdravstvenega zdravja v vojnih letih, aprila 1945 umrl, manj kot tri mesece po začetku njegovega četrtega mandata. Moči osi so se zaveznikom predale v mesecih po Rooseveltovi smrti, med predsedovanjem njegovega naslednika Harryja S. Trumana. Roosevelta znanstveniki navadno navajajo med največjimi predsedniki združenih držav, med njimi sta tudi George Washington in Abraham Lincoln. Bil je deležen tudi večjih kritik, zlasti zaradi utrditve oblasti in prekinitve tradicije, s tem ko je kandidiral za tretji mandat predsednika, omejeval judovsko priseljevanje med holokavstom, zapiral ljudi japonskega porekla in nasprotoval zakonodaji, ki je namenjena preprečevanju linča temnopoltih. 

## Zgodnje življenje
Franklin Delano Roosevelt se je rodil 30. januarja 1882 v okrožju Dutchessa v New Yorku, staršema Jamesu Rooseveltu I in njegovi drugi ženi Sari Ann Delano. Starši Roosevelta, ki so bili šesti bratranci, so prihajali iz bogatih starih newyorških družin, Rooseveltov, Aspinwallov in Delanosovih. Rooseveltov patrilinealni prednik se je preselil v New Amsterdam v 17. stoletju, Rooseveltovi pa so se razcveteli kot trgovci in lastniki zemljišč.
Roosevelt je odraščal v bogati nizozemski družini. Naučil se je jahati, streljati, veslati in igrati polo ter tenis na travnikih. Z golfom se je ukvarjal v najstniških letih in hitro postal spreten igralec. Jadrati se je naučil že zgodaj in ko je bil star 16 let, mu je oče kupil jadrnico. Pogosto je potoval v Evropo (svojo prvo ekskurzijo je opravil pri dveh letih in vsako leto hodil s starši od sedmega do petnajstega leta), njegova potovanja pa so mu pomagala, da se je naučil govoriti še nemško in francosko. 
Razen obiskovanja javne šole v Nemčiji pri devetih letih, so Roosevelta do 14. leta šolali doma. Nato je obiskoval šolo Groton, škofovski internat v Grotonu v Massachusettsu. Njegov ravnatelj Endicott Peabody je pridigal dolžnost kristjanov, da pomagajo manj srečnim, in svoje študente pozval, naj vstopijo v javno službo. Peabody je ostal močan vpliv skozi vse Rooseveltovo življenje, služil je na njegovi poroki in ga obiskal kot predsednika. Kot večina njegovih sošolcev iz Grotona je tudi Roosevelt hodil na Harvard College. Roosevelt je bil povprečno akademski študent in kasneje je izjavil: "Štiri leta sem na fakulteti hodil na tečaje ekonomije in vse, kar so me učili, je bilo narobe." Bil je član bratovščine Alpha Delta Phi in Fly Club, in služil kot navijač. Roosevelt je bil kot študent ali športnik razmeroma neznan, vendar je postal glavni urednik dnevnega časopisa The Harvard Crimson, položaj, ki je zahteval veliko ambicioznosti, energije in sposobnosti upravljanja z drugimi. Opravil je diplomo iz zgodovine v Harvard kolidžu in se že med študijem pričel udejstvovati v politiki.

## Zasebno življenje
Sredi leta 1902 se je Franklin začel družiti z svojo bodočo ženo Eleanor Roosevelt, s katero je bil seznanjen že v otroštvu. Eleanor in Franklin sta bila peta bratranca, nekoč odstranjena, Eleanor pa je bila nečakinja Theodoreja Roosevelta. Dopisovala sta si leta 1902, oktobra 1903 pa je Franklin predlagal poroko z Eleanor. 17. marca 1905 se je Roosevelt kljub ostremu odporu svoje matere poročil z Eleanor. Čeprav Eleanor ni marala, je bila Sara Roosevelt do svojega sina zelo posesivna in verjela, da je premlad za poroko. Večkrat je poskušala prekiniti zaroko. Eleanorin stric, predsednik Theodore Roosevelt, je stal na poroki Eleanorinega pokojnega očeta Elliotta. Mladi par se je preselil v Springwood, posestvo njegove družine v Hyde Parku. Dom je bil v lasti Sare Roosevelt do njene smrti leta 1941 in je bil prav tako njen dom. Poleg tega sta Franklin in Sara Roosevelt načrtovala in opremila mestno hišo, ki jo je Sara zgradila za mladi par v New Yorku; Sara si je dala zgraditi hišo dvojčkov. Eleanor se ni nikoli počutila kot doma v hišah v Hyde Parku ali New Yorku, vendar je imela rada družinsko počitniško hišo na otoku Campobello, ki jo je Sara podarila paru. Čeprav se je Eleanor odpovedala spolnim odnosom in je menila, da je "preizkušnjo treba prestati", sta s Franklinom imela šest otrok. Anna, James in Elliott so se rodili leta 1906, 1907 oziroma 1910. Drugi sin para Franklin je umrl v otroštvu leta 1909. Drugi sin, imenovan tudi Franklin, se je rodil leta 1914, najmlajši otrok John pa se je rodil leta 1916.

## Politična kariera
Po pridružitvi v Demokratično stranko je bil Roosevelt leta 1910 kandidat na volitvah v senat države New York. Roosevelt je bil opazen predvsem po svoji globoki zgovornosti in ostrem nasprotovanju Tammany Hallu, politični organizaciji, ki je nadzorovala stranko in ki je pogosto uporabljala sredstva na meji dovoljenega. Izvedel je zahtevno volilno kampanjo, zanimali so ga predvsem problemi kmetov, selitve po vaseh in podeželskih kmetijah države. Izvoljen je bil z veliko prednostjo in bil po dveh letih, leta 1912, ponovno izvoljen in kot priznanje dobil predsedstvo komisije za kmetijstvo. Kot podpornik Woodrowa Wilsona je pomembno pridobil na vizionarstvo ob njegovem vzponu na predsedniško mesto in s prvo svetovno vojno postal imenovan za delo v mornarici, med vojno pa se je močno zavzel za razvoj podmornic.  
Po vojni je Roosevelt iskal napredovanja v politiki in leta 1920 mu je bilo ponujeno mesto podpredsednika na predsedniških volitvah pod James H. Coxom. Premagala sta ga Warren G. Harding in Calvin Coolidge, tako da se je vrnil v odvetništvo. Kmalu zatem je Roosevelt avgusta 1921 zbolel in bil diagnosticiran z otroško paralizo. Sramoval se je svoje bolezni, poskušal vse vrste terapij in se na vse načine izogibal javnemu prikazovanju svoje ohromljenosti. 
Leta 1929 je kandidiral za župana države New York. Svoj mandat je po tesni zmagi zaznamoval s socialnimi programi v času hude gospodarske krize. Ponovno je bil izvoljen za še en mandat. 

### Predsednik ZDA
Ko so se bližale predsedniške volitve leta 1932, je Roosevelt vse bolj usmerjal svojo pozornost v nacionalno politiko. Ustanovil je predizborno skupino, ki sta jo vodila Howe in Farley, in "možgansko zaupanje" političnih svetovalcev. Zaradi slabega gospodarstva so številni demokrati upali, da bodo volitve leta 1932 povzročile izvolitev prvega demokratskega predsednika po Woodrowu Wilsonu. Roosevelt je kandidiral na predsedniških volitvah leta 1933 in osvojil 57% glasov. Zgodovinarji in politologi menijo, da so bile volitve 1932–36 politična prerazporeditev. Rooseveltovo zmago je omogočilo ustvarjanje programa New Deal, malih kmetov, južnobelcev, katoličanov, velikih mestnih političnih strojev, delavskih sindikatov, severnoafriških Američanov (južni so bili še vedno brez pravic), Judov, intelektualcev in političnih liberalcev. Ustvarjanje koalicije New Deal je preoblikovalo ameriško politiko in začelo tisto, kar politologi imenujejo "sistem stranke New Deal" ali peti sistem stranke. Med državljansko vojno in letom 1929 so demokrati redko obvladovali oba kongresna doma in so zmagali le na štirih od sedemnajstih predsedniških volitev; med letoma 1932 in 1979 so demokrati zmagali na osmih od dvanajstih predsedniških volitev in na splošno nadzorovali oba kongresna doma. 
Ameriški kongres je Roosevelta za novega predsednika uradno priznal novembra 1933. Kot predsednik je Roosevelt na najvišja mesta imenoval močne moške, vendar je sprejel vse pomembnejše odločitve, ne glede na zamude, neučinkovitost ali zamere.
Prva naloga, ki jo je Roosevelt opravil kot predsednik, je bila rešitev velike gospodarske krize, ki je do leta 1933 v Ameriki povzročila že na stotine nezaposlenih in propad več bank in podjetij. Roosevelt je za rešitev krize ustvaril program New Deal, s katerim je dal podporo kmetijstvu, dal zgraditi več bank in ustanovitvi podjetja in nezaposlenim zagotovil takojšnje delo. Njegov program New Deal se je odlično spopadel z veliko gospodarsko krizo. Zaradi uresničitve njegovih obljub in velike izboljšave v gospodarstvu, je bil Roosevelt na predsedniških volitvah leta 1936 ponovno izvoljen za predsednika, kjer je zmagal z veliko večino. V njegovem drugem mandatu (1936-1940) so se začele pojavljati slabosti njegovega programa New Deal, zaradi česar je dobil veliko nasprotnikov. 
Roosevelt se je soočil s kongresnim izolacionizmom in lastno pripravljenostjo na posredovanje, ki je zameglilo ameriško zunanjo politiko. Dejansko je na tisoče ameriških prostovoljcev sodelovalo v španski državljanski vojni (1936–1939) proti frankovistom v brigadi Abraham Lincoln; drugi so se borili na Kitajskem v ameriški prostovoljski skupini, ki je ustanovila "Leteče tigre" Claire Lee Chennault in kasneje prostovoljcev Eagle Squadrons v Royal Air Force v bitki za Britanijo. Ko je leta 1937 izbruhnila kitajsko-japonska vojna, je javno mnenje, naklonjeno Kitajski, omogočilo Rooseveltu, da državi pomaga na več načinov. 
Ko se je septembra 1939 začela druga svetovna vojna, je Roosevelt iskal načine, kako vojaško pomagati Veliki Britaniji in Franciji. Izolacionistični voditelji, kot sta Charles Lindbergh in senator William Borah, so uspešno mobilizirali nasprotovanje Rooseveltovi predlagani razveljavitvi zakona o nevtralnosti, vendar je Roosevelt v Kongresu dobil odobritev prodaje orožja po načelu gotovine. Septembra 1939 je začel tudi redno tajno dopisovanje z britanskim prvim lordom Admiraliteta Winstonom Churchillom - prvim od 1.700 pisem in telegramov med njimi. Roosevelt je vzpostavil tesne osebne odnose s Winstonom Churchillom, ki je maja 1940 postal premier Združenega kraljestva. 
Po porazu Francije v bitki proti Nemčiji leta 1940 je bila ameriška javnost močno šokirana ter izolacionistično razpoloženje je upadlo in po napadu na Perala Hraborja decembra 1941 se je ZDA vključila v vojno. 1. januarja 1942 so ZDA, Velika Britanija, Kitajska, Sovjetska zveza in dvaindvajset drugih držav (zavezniške sile) izdale izjavo Združenih narodov, v kateri se je vsaka država zavezala, da bo premagala sile osi. ZDA so tudi še naprej pošiljale pomoč prek programa posojanja v zakup Sovjetski zvezi in drugim državam. 
Novembra 1943 so se Roosevelt, Winston Churchill in Josif Stalin sestali, da bi razpravljali o strategiji in povojnih načrtih na teheranski konferenci, kjer se je Roosevelt prvič srečal s Stalinom. Na konferenci so se Velika Britanija in ZDA zavezale, da bodo leta 1944 odprle drugo fronto proti Nemčiji, medtem ko se je Stalin zavezal, da bo v vojno proti Japonski vstopil še nedoločen datum. Kasnejše konference v Bretton Woodsu in Dumbarton Oaksu so vzpostavile okvir za povojni mednarodni monetarni sistem in Združene narode, medvladno organizacijo, podobno Wilsonovi propadli Ligi narodov. 
Februarja 1945 so se Roosevelt, Churchill in Stalin sestali na Jaltski konferenci, kjer so med drugim razpravljali o zaključnih vojaških operacijah proti Nemčiji v Evropi in njeni povojni usodi, vprašanju Poljske in njenega povojnega političnega in ekonomskega sistema, sojenju nacističnim vojnim zločincem ter vključitvi Sovjetske zveze v boje proti Japonski na Azijskem in pacifiškem bojišču. Ta konferenca je bila tudi zadnja konferenca na kateri sta se Churchill in Stalin zadnjič sestala z Roosevetlom.

### Poslabšanje zdravja
Roosevelt je bil velik del svojega odraselskega življenja velik kadilec, zaradi česar se je njegovo zdravje začelo počasi slabšati leta 1940. Marca 1944, manj kot dva meseca po njegovem 62. rojstnem dnevu, so ga testirali v bolnišnici Bethesda in ugotovili, da ima visok krvni tlak, aterosklerozo in bolezen koronarnih arterij, ki povzroča angino pektoris in kongestivno srčno popuščanje. Bolnišnični zdravniki in dva zunanja specialista so Rooseveltu naročili počitek. Njegov osebni zdravnik, admiral Ross McIntire, je ustvaril dnevni urnik, ki je poslovnim gostom prepovedal skupno kosilo in vključeval dve uri počitka vsak dan. Med ameriškimi volitvami leta 1944 je McIntire večkrat zanikal, da je bilo Rooseveltovo zdravje slabo; 12. oktobra je na primer objavil, da je predsednikovo zdravje popolnoma v redu. Roosevelt je pozneje spoznal, da bi njegovo poslabšanje zdravje sčasoma onemogočilo, da bi nadaljeval funkcijo predsednika Amerike, in je v začetku leta 1945 zaupniku povedal, da bi lahko po koncu vojne odstopil s predsedniškega položaja.

### Smrt in pogreb
Ko se je Roosevelt s konference na Jalti vrnil v ZDA sredi februarja 1945, so bili mnogi šokirani, ko so videli, kako star, suh in krhek je že bil. Govoril je, ko je sedel v vodnjaku Hiše, kar je dopustil njegovo fizično nezmožnost brez primere. 29. marca 1945 je Roosevelt odšel k Mali Beli hiši v Warm Springsu v državi Georgia, da bi se odpočil pred svojim pričakovanim nastopom na ustanovni konferenci Združenih narodov. Popoldne 12. aprila 1945 okrog 13:00 ure, ko je v Georgiji sedel za portretom, je Roosevelt rekel: "Strašno me boli glava". Nato je v nezavesti padel naprej na stolu, nato pa so ga odnesli v njegovo spalnico. Predsednik kardiolog dr. Howard Bruenn je diagnosticiral veliko možgansko krvavitev. Tega dne, ob 15:35 je ameriški predsednik Franklin Roosevelt umrl, v starosti 63 let. 
Rooseveltov pogreb je bil štiri dni pozneje, 15. aprila. Po njegovih željah je bil pokopan v rožnem vrtu svojega posestva Springwood. Njegova smrt bila po vsem svetu srečana s šokom in žalostjo. Nemčija se je predala v 30-dnevnem obdobju žalovanja in septembra, manj kot pet mesecev po njegovi smrti, se je druga svetovna vojna končala. Harry S. Truman, ki je nasledil predsedniško mesto, je dan zmage v Evropi in njena praznovanja posvetil Rooseveltovemu spominu, za preostalo 30-dnevno žalovanje pa je ohranil na pol viseče zastave po ZDA. Pri tem je Truman dejal, da je njegova edina želja ta, da bi Roosevelt to dočakal in da bi bil priča temu dnevu."

## Dediščina
Prebivalstvo ZDA še vedno šteje Roosevelta med najuglednejše in pomembnejše predsednike svoje zgodovine, zgodovina se prav tako strinja, da gre za pomembnega državnika... Med njegovo vlado so se znatno razširili programi javne porabe in močno spremenili politiko potrošnje v ZDA. Predsednik je močno spremenil tudi pomen liberalizma za kasnejše generacije. Znan je tudi kot predsednik, ki je ukinil prohibicijo alkohola v ZDA. V mednarodnem prostoru se je predsednik uveljavil kot dejavnik in podpornik zavezniških sil že v zgodnjih dneh druge svetovne vojne. Izolacionisti, ki so želeli, da se ZDA umakne iz mednarodnih udejstvovanj in se posveti predvsem lastnemu gospodarstvu, so ga podpirali v krepitvi kulturnih in drugačnih udejstvovanj z Evropo in drugimi celinami, saj je krepilo gospodarstvo ob bližajoči se vojni.  Po njegovi smrti je njegova vdova Eleanor ostala pomemben dejavnik pri oblikovanju Organizacije Združenih narodov in osnovanju Splošne dekleracije človekovih pravic. Mnogi člani njegove administracije so ostali pomembni členi tudi kasnejših predsednikov Trumana, Kennedya in Lyndona Johnsona.
Rooseveltov dom je sedaj muzej in sedež njegove predsedniške knjižnice. Tudi mnoge druge rezidence za časa njegovega življenja so postale muzeji. Postavljeni so mnogi kipi in spominski objekti ter mostovi z njegovim imenom. Sam je želel skromno obeležje. Njegovo reševanje bank je razlog, da je obeležen tudi na denarju 10c. Njegove slike so nalepljene tudi na več poštnih znamkah ZDA. Po njem je imenovana letalonosilka, pariška metro postaja in stotine ulic in šol. Londonska Westminsterska opatija ima tudi njegov spomenik na kamniti plošči, ki sta ga leta 1948 izdelala Attlee in Winston Churchill. Po njem je bil septembra 1973 poimenovan otok FDR. Roosevelt velja tudi za zgodnjega in močnega podpornika Skavtskega gibanja.  